# مايك ديفيس (مقاتل)
مايك ديفيس (بالإنجليزية: Mike Davis؛ مواليد 7 أكتوبر 1992) هو مُقاتل فنون قتالية مختلطة وملاكم محترف أمريكي.

## وصلات خارجية
- مايك ديفيس (مقاتل) على موقع بوكس ريك (الإنجليزية) (registration required)
- مايك ديفيس (مقاتل) على موقع يو إف سي (الإنجليزية)
- مايك ديفيس (مقاتل) على موقع شيردوغ (الإنجليزية)
- مايك ديفيس (مقاتل) على موقع Tapology.com (الإنجليزية)
- مايك ديفيس (مقاتل) على موقع فايت ماتريكس (الإنجليزية)
- مايك ديفيس (مقاتل) على موقع إي إس بي إن (الإنجليزية)
- مايك ديفيس (مقاتل) على موقع IMDb (الإنجليزية)